# NGC 776
NGC 776 é uma galáxia espiral barrada (SBb) localizada na direcção da constelação de Aries. Possui uma declinação de +23° 38' 39" e uma ascensão recta de 1 horas, 59 minutos e 54,6 segundos.
A galáxia NGC 776 foi descoberta em 2 de Dezembro de 1861 por Heinrich Louis d'Arrest.